# Вальстанья
Вальстанья (итал. Valstagna) — коммуна в Италии, располагается в долине Брента, в провинции Виченца области Венеция. Через мост соединяется с коммуной Сан-Нацарио.
Население составляет 1957 человек, плотность населения составляет 78 чел./км². Занимает площадь 25 км². Почтовый индекс — 36020. Телефонный код — 0424.
Покровитель города — святой Антоний Великий, празднование 17 января.